# Neuenkleusheim
Neuenkleusheim ist ein Ortsteil der Kreisstadt Olpe mit 603 Einwohnern.
Die Gemeinde Kleusheim (platt: Kleismen) bestand von 1808 bis 1969 als eigenständige Gemeinde. 1969 wurde sie mit dem Gesetz zur Neugliederung des Landkreises Olpe in die Stadt Olpe eingemeindet. Schon von 1701 an (1715) bestand das Kirchspiel Kleusheim aus den drei Dörfern Altenkleusheim (platt: Alenkleismen), Neuenkleusheim (platt: Niggenkleismen) und Rehringhausen (platt: Rehrkusen). Vorher bildeten Altenkleusheim und Neuenkleusheim zusammen die Bauerschaft Kleusheim, während Rehringhausen mit Stachelau, Lütringhausen und Siele zur Bauerschaft Rehringhausen gehörte.
Im Dezember 2021 übernahm Robert Heite das Amt des Ortsvorstehers von seinem Vorgänger Hans-Jürgen Dienstuhl.

## Geografie

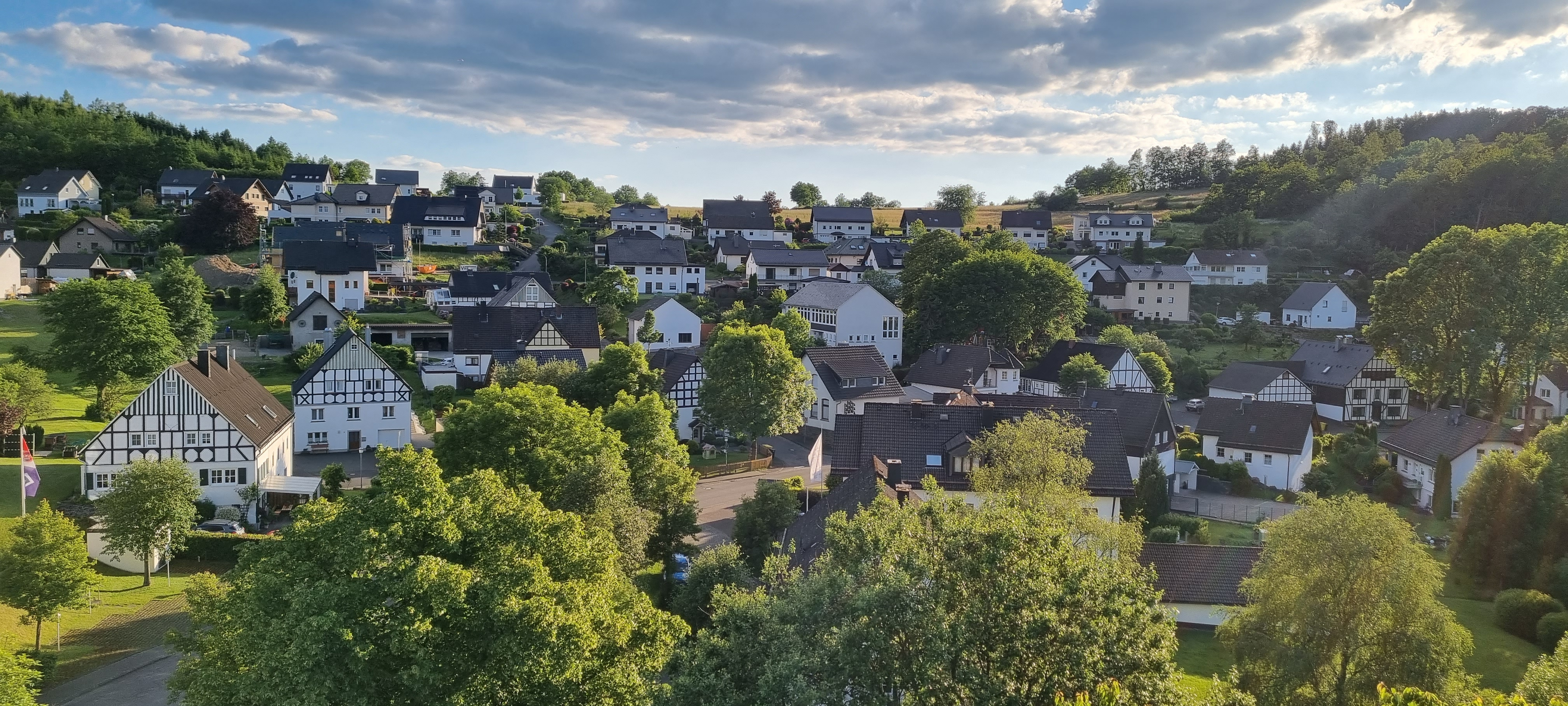
Dorfansicht

Kleusheim liegt westlich der Wasserscheide von Bigge-Sieg bzw. Bigge-Lenne. Dieser Höhenzug war bis 1814 zugleich Landesgrenze des Herzogtums Westfalen gegenüber Nassau-Siegen. Diese Grenze, das „Kölsche-Heck“, bildete somit eine Landes-, Religions- und Sprachgrenze. Die Bigge-Lenne-Wasserscheide trennt im Weiteren das Kirchspiel Kleusheim von der Pfarrei Rahrbach. Jedes der drei Dörfer liegt in einem eigenen Tal. Altenkleusheim wird von Neuenkleusheim durch einen Höhenzug, gebildet aus Stübelhagen (499 m), Eichhagen und Hohenhagen (482 m), getrennt. Rehringhausen liegt weiter nördlich und wird von Neuenkleusheim durch den Kruberg (505 m), Engelsberg (588 m) und Hesselberg getrennt. Geografisch liegt Kleusheim im Olper Hügelland das geologisch den Devonformationen angehört.

## Geschichte
Erste urkundliche Erwähnung fand Neuenkleusheim im Jahr 1406.
Während der letzten Tage des Zweiten Weltkrieges war Neuenkleusheim das Hauptquartier der Heeresgruppe B unter Generalfeldmarschall Walter Model.
Sehenswert ist die denkmalgeschützte Pfarrkirche St. Georg.

## Öffentliche Einrichtungen
- Katholische öffentliche Bücherei St. Georg Neuenkleusheim
- Kindergarten Arche Noah

## Vereine
- Musikverein Neuenkleusheim
- Neuenkleusheimer – BvB – Borussen
- Sportverein Eintracht Kleusheim
- St. Georgius Schützenverein
- Traditionsmusikkorps Erstes Garderegiment zu Fuß
- Dorfverein Neuenkleusheim e. V.